# 보르보네두에시칠리에가

보르보네두에시칠리에가의 문장

보르보네두에시칠리에가(House of Bourbon-Two Sicilies)는 18세기와 19세기에 걸쳐 남부 이탈리아와 시칠리아를 한 세기 이상 통치한 부르봉가의 생도 가문이다. 이 가문은 카페 왕조에서 프랑스 루이 14세(1638-1715)의 어린 손자인 앙주 공작 필리프(후에 스페인의 펠리페 5세)을 통해 합법적인 남성 혈통으로 내려오며, 1700년 스페인에 펠리페 5세(1683-1746)로 부르봉가를 세웠다. 1759년, 필립 왕의 어린 손자는 나폴리 왕국과 시칠리아 왕국에 합류하여 각각 페르디난드 4세와 3세(1751-1825)가 된다. 그의 후손들은 공동 왕좌를 차지하였고, 1816년에 "양시칠리아 왕국"으로 합병되어 1861년까지 망명 후 이 왕국을 주장했으며, 현존하는 보르보네두에시칠리에가를 구성했다.